# 答辯 (刑事)
在刑事法律程序中，答辯（英語：plea）指被告人對刑事控罪的回應。最常見的答辯為認罪（承認控罪）及不認罪（否認控罪）。部分司法管轄區有其他答辯，如「無須答辯」等。
在普通法體系中，如果法庭接受認罪，被告人將被定罪，法庭將量刑並判刑。答辯商討（或稱控辯協議）指被告人與檢控官協商以達成認罪協議並換取較輕的刑罰。